# Haddon Hall
Haddon Hall est un château anglais situé sur les rives de la Wye près de Bakewell dans le Derbyshire. Il fait partie des propriétés du duc de Rutland actuel, Davis Manners, (11e duc de Rutland) ; il est occupé par son frère, Lord Edward Manners, et sa famille. C'est un vaste manoir de style médiéval dont les parties les plus anciennes datent du XIe siècle. Passé par mariage dans la famille Vernon, il fut agrandi et remanié plusieurs fois entre le XIIIe et le XVIIe siècle. Il appartient à la famille Manners depuis 1565, date de la mort de George Vernon, sa fille Dorothy ayant épousé en 1563 John Manners, fils cadet du comte de Rutland.

## Architecture
Le château demeura inhabité de la fin du XVIIe siècle jusque vers les années 1920, la famille Manners préférant résider au château de Belvoir, dans le Leicestershire, et a été peu remanié depuis la fin du XVIe siècle, demeurant ainsi « l'exemple le plus remarquable d'un manoir médiéval existant actuellement en Angleterre ».

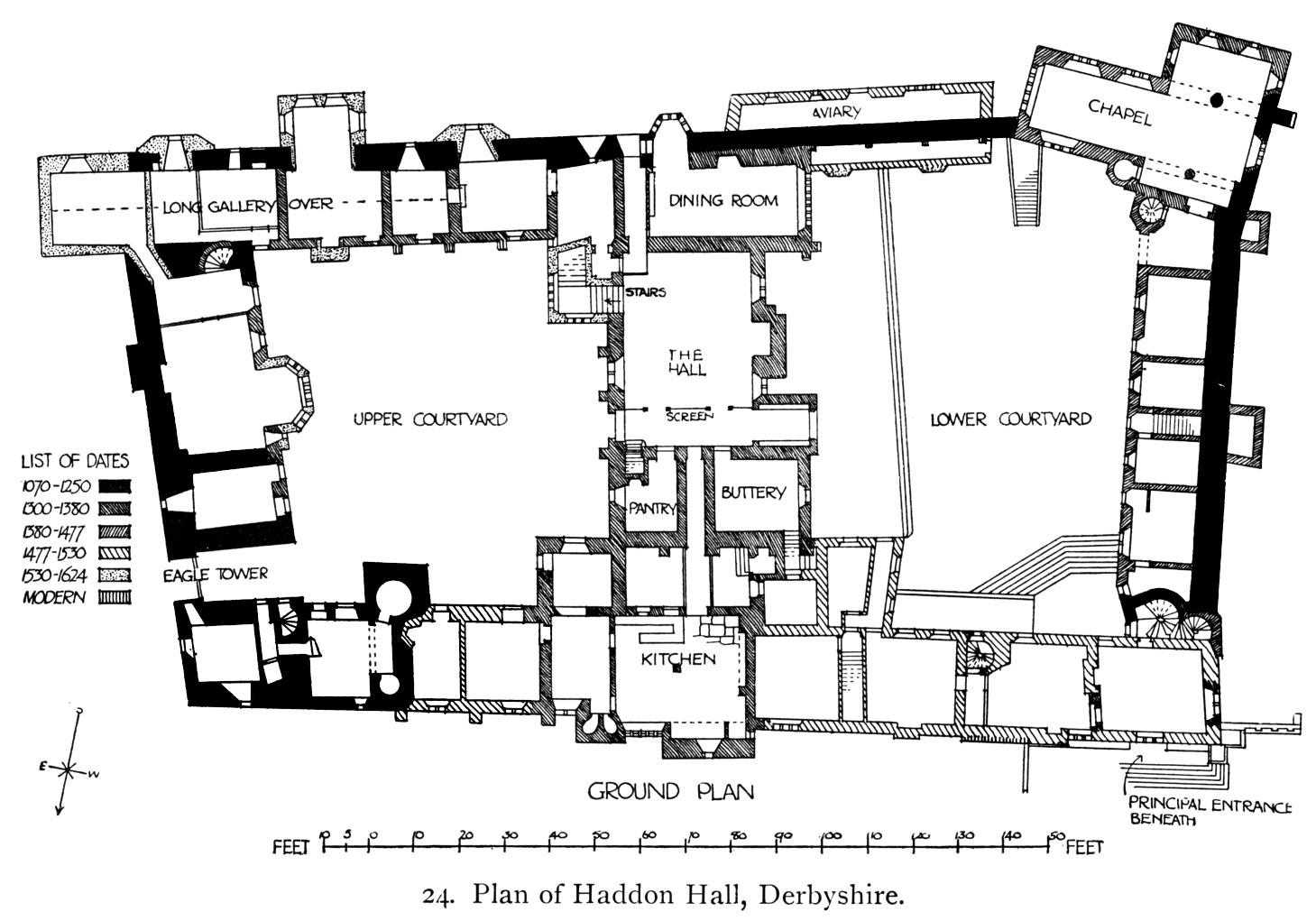
Plan du château anglais en 1909

Entièrement construit dans un calcaire local gris, visiblement sans véritable plan d'ensemble, il mélange divers styles architecturaux, les diverses ailes ayant été construites ou reconstruites à des époques différentes. Il se compose de deux cours séparées par une aile centrale où se trouve le hall. Sa position particulière a permis de le munir de fenêtres plus larges que s'il avait longé un mur extérieur. Les parties les plus anciennes datent des XIe et XIIe siècles ; les murs de cette époque, épais et crénelés, n'ont que d'étroites ouvertures.
À partir du XIVe siècle, de nombreuses parties du château ont été reconstruites, lui faisant un peu perdre son aspect de forteresse.
La salle de banquet, avec sa galerie des ménestrels, et le porche d'entrée (avec son jardin médicinal) datent de cette époque ; le clocher octogonal qui jouxte l'entrée de la chapelle saint-Nicolas et les appartements comtaux du datent XVe siècle, la grande galerie, construite à la fin du XVIe siècle est de style élisabéthain, de même que les jardins qui descendent en terrasses vers la Wye.

## Utilisation d'Haddon Hall

### Dans la littérature
Depuis la fin du XVIIIe siècle court  une légende concernant les circonstances du mariage de la belle Dorothy Vernon avec un cadet de famille, à l'origine de nombreux ouvrages littéraires, romans ou pièces de théâtre, qui situent leur intrigue à  Haddon Hall.

### Au cinéma et à la télévision
La demeure et son parc sont fréquemment utilisés  tant au cinéma qu'à la télévision. Ils ont servi, en particulier, de décor pour trois adaptations de Jane Eyre : deux films, celui de Franco Zeffirelli en 1996 et celui de Cary Fukunaga en 2011, et une mini-série de la BBC en 2006. Ils ont également été utilisés comme décor du film Le jeu de la reine (2023).

## Galerie

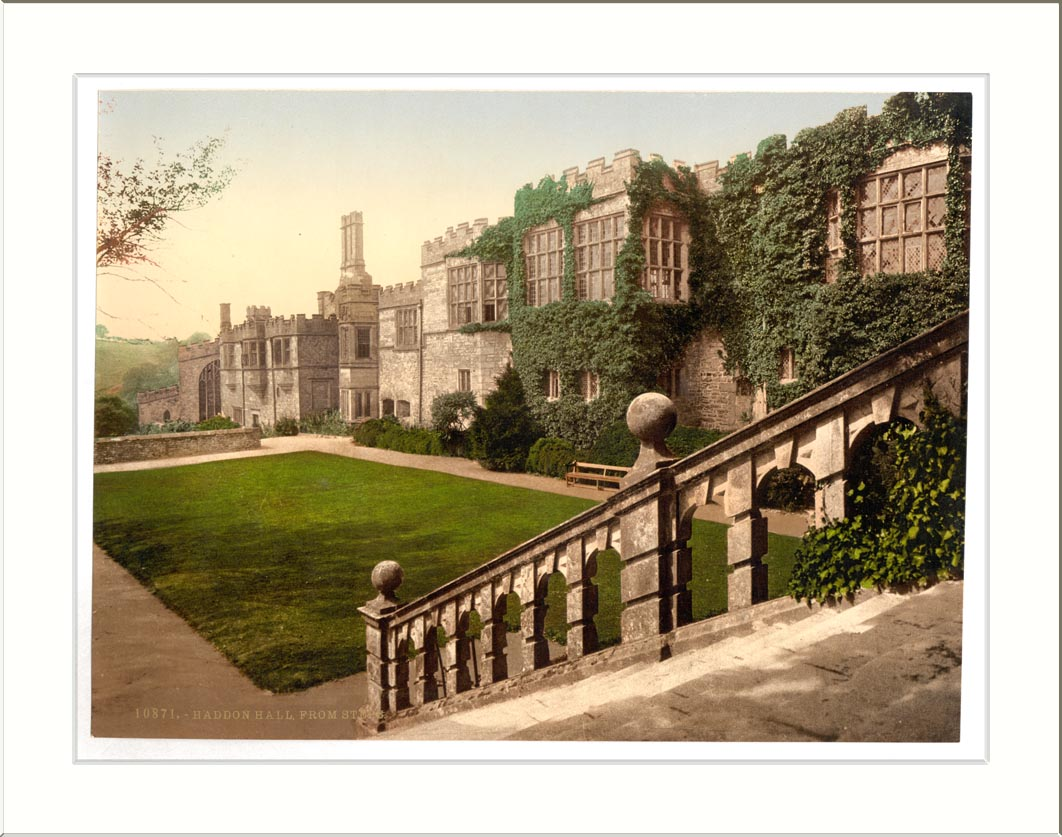
Photo d'Haddon Hall côté jardin XIXe siècle
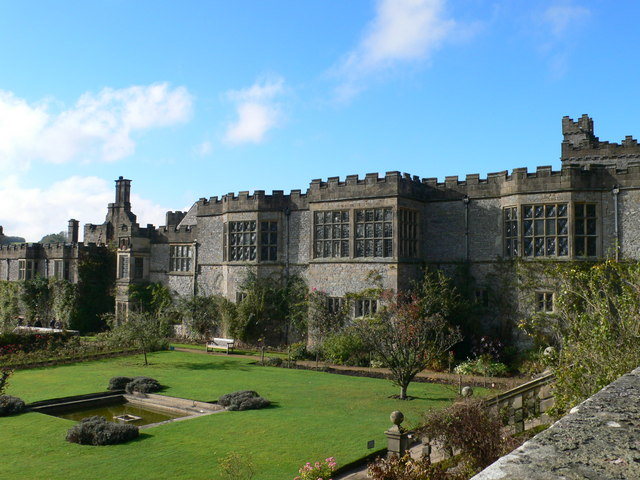
La même façade sud d'Haddon, en 2007
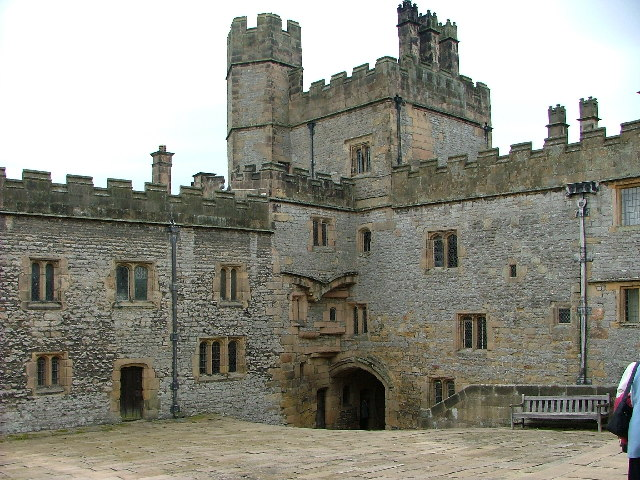
L'entrée principale, vue depuis la cour basse.
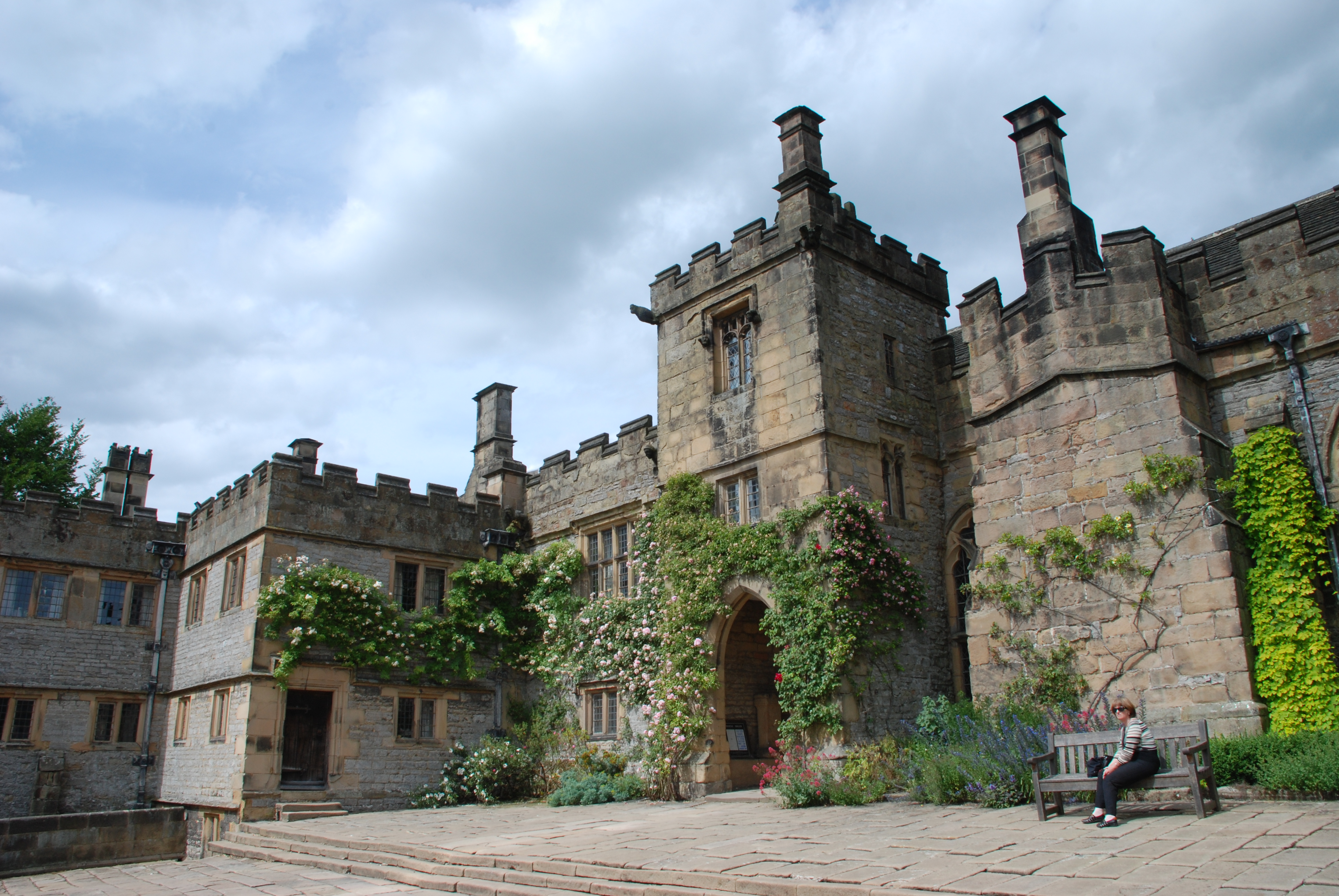
Le porche privé des comtes de Rutland